# Bränntjärnen (Norsjö socken, Västerbotten, 720498-170342)
Bränntjärnen är en sjö i Norsjö kommun i Västerbotten och ingår i Skellefteälvens huvudavrinningsområde. Sjön har en area på 0,0547 kvadratkilometer och ligger 247,9 meter över havet.

## Delavrinningsområde
Bränntjärnen ingår i det delavrinningsområde (720592-170425) som SMHI kallar för Inloppet i Båtforsaggan. Medelhöjden är 209 meter över havet och ytan är 33,62 kvadratkilometer. Räknas de 626 avrinningsområdena uppströms in blir den ackumulerade arean 10 546,35 kvadratkilometer. Avrinningsområdets utflöde Skellefteälven mynnar i havet. Avrinningsområdet består mestadels av skog (78 procent). Avrinningsområdet har 3,42 kvadratkilometer vattenytor vilket ger det en sjöprocent på 10,2 procent.